# Neoblakea venezuelensis
Neoblakea venezuelensis är en måreväxtart som beskrevs av Paul Carpenter Standley. Neoblakea venezuelensis ingår i släktet Neoblakea och familjen måreväxter. Inga underarter finns listade i Catalogue of Life.